# 트레비아강 전투 (1799년)
트레비아강 전투 또는 나폴레옹 시대 트레비아강 전투 (1799년 6월 17일-20일)는 알렉산드르 수보로프 장군이 이끄는 러시아 제국-신성 로마 제국 연합군과 자크 마크도날이 이끄는 프랑스 제1공화국 군대가 북부 이탈리아의 트레비아강에서 벌인 전투였다. 양측의 전력은 거의 비슷했지만 오스트리아-러시아 연합군은 프랑스군에게 큰 피해를 입혔다. 연합군이 6,000명의 피해를 입은 것에 비해 프랑스군은 12,000명에서 16,500명의 피해를 입었다. 제2차 대프랑스 동맹 전쟁의 일부인 이 전투는 밀라노로부터 남동쪽으로 70km 떨어진 피아첸차에서 벌어졌다.
1799년 봄, 러시아-오스트리아 연합군은 마그나노 전투와 카사노 전투에서 승리한 뒤 북부 이탈리아에서 프랑스군을 몰아내는데 성공했으며 만토바 요새를 포위시키는데 성공했다. 남부 및 중앙 이탈리아를 점령한 프랑스군을 결집시킨 자크 마크도날은 북쪽으로 이동해 적과 상대하기로 결정했다. 서족의 해안도로를 따라 이동하는 것이 안전했음에도 불구하고 그는 장 빅토르 마리 모로 장군의 지원을 희망하며 아펜니노산맥 동쪽으로 이동하기로 결정했다. 모데나에서 소규모의 오스트리아군을 격퇴한 맥도날의 군대는 서쪽을 휩쓸며 포강 남안을 따라 진격했다. 수보로프는 그의 러시아군을 집결시켰고, 미카엘 폰 멜라스가 이끄는 오스트리아 연합군이 프랑스군의 이동을 차단했다.
7월 17일, 프랑스 사단이 티도네강을 따라 방어진을 편성한 카를 오트 폰 바토르케츠의 군대에게 공격을 가했다. 오트는 급히 편성된 오스트리아-러시아 연합군으로부터 지원을 받았고, 프랑스군은 트레비아강으로 철수할 수밖에 없었다. 수보로프는 18일 공격을 개시했지만, 수적 열세로 인해 프랑스군에게 공격이 저지되었다. 6월 19일 마크도날의 전군이 집결해 공격을 개시했지만, 공격이 유기적으로 이뤄지지 않은 탓에 모든 공격지점에서 프랑스군은 격퇴당했다. 모로 장군의 지원이 오지 않을 것이라는 것을 알게 된 마크도날은 그날 밤 패배한 프랑스군에게 서쪽과 남쪽으로 후퇴할 것을 명령했다. 20일, 연합군은 선봉대로 있던 프랑스 준여단을 급습했다. 결국 마크도날 군은 완전히 패배하고 말았다.